# Clube da Alegria
Clube da Alegria (por vezes chamado de Clubinho) foi um programa infantil brasileiro produzido e exibido pela TV Aratu. Desde 27 de maio de 2017, ia ao ar de segunda a sexta das 7h às 8h, e aos sábados, das 8h30 às 10h. Nos dias úteis, era composto pela exibição de desenhos da programação nacional do SBT, e aos sábados, por reportagens e quadros produzidos por crianças.

## História
Criado e desenvolvido por Carla Perez, apresentadora do programa, o Clube da Alegria estreou em 30 de julho de 2012. Contava com atrações musicais, sorteios e esquetes de Carla junto ao mascote "Galinho", além da exibição de desenhos animados e quadros como o "Clube Eletrônico", em que Carla mostrava mensagens e fotos de seus fãs; a "Twittana", em que Carla dava vida à uma adolescente atrapalhada à procura de um emprego; e o quadro "Alegria News", em que a apresentadora interpretava uma âncora mal humorada.
Em abril de 2014, foi realizada uma promoção de Páscoa, na qual o prêmio para o ganhador foi uma participação especial no programa. No aniversário de dois anos, o programa foi reformulado, tendo adotado um formato mais interativo, com jogos, convidados e novos desenhos. Em 25 de maio de 2016, passou a ser transmitido semanalmente. No dia 27 do mesmo mês, foi anunciado que ficaria fora do ar por dois meses, voltando reformulado em julho.
Em 30 de julho de 2016, o programa reestreou com mais espaço na grade de programação, passando a ser semanal, às 8h30, com uma hora de duração. A atração passou a ser mais interativa, com plateia, games, convidados, um novo pacote de desenhos e variados apresentadores mirins. Em maio de 2017, Carla Perez deixou a apresentação do Clube da Alegria, que passou a ser apresentado por crianças. Segundo ela, a falta de patrocinadores e o falecimento da diretora Celisa Felicidade foram decisivos para a sua saída.
Como homenagem ao Dia das Crianças, a edição do programa exibida em 16 de outubro de 2021 fez uma paródia do jornalístico vespertino Cidade Aratu, intitulada Cidade Aratu Kids, apresentada por crianças que representavam as versões "mirins" dos apresentadores Casemiro Neto, Pablo Reis, Livia Calmon, Murilo Villas Boas e Alex Lopes. A edição também comemorou os 9 anos da exibição do infantil.
Em 9 de junho de 2022, foi anunciado que o programa deixaria a grade da TV Aratu após quase 10 anos de exibição. A última edição do programa foi exibida no sábado, 11 de junho.

## Audiência
De 2012 a 2014, o programa chegou a vencer por diversas vezes, na medição de audiência do IBOPE, o programa Encontro com Fátima Bernardes, produzido pela Rede Globo e exibido pela TV Bahia, afiliada da rede carioca em Salvador. Até 25 de maio de 2016, o Clube da Alegria liderou a audiência na capital baiana por seis vezes.

## Críticas
Em outubro de 2013, Carla Perez foi criticada no Twitter por sortear um cão para promover o programa. Os figurinos utilizados pela apresentadora também chamaram a atenção dos críticos e telespectadores devido às suas cores e estampas.